# Apomecyna luzonica
Apomecyna luzonica là một loài bọ cánh cứng trong họ Cerambycidae.